# Srednjoškolci (TV serija)
Srednjoškolci (енгл. The Inbetweeners) je Britanska serija koja je prvobitno emitovana od 2008 do 2010. Kreirana i napisana od strane Dejmona Bizlija i Iana Morisa. Serija prati život tinejdžera Vila Makenzija i njegova tri prijatelja iz srednje škole. Epizode uključuju nasilje u školi, razdvojen život roditelja, strogo školsko osoblje i dosta neuspešnih seksualnih susreta.
Iako je prikazivana samo dve godine, ova serija je proglašena za najbolju seriju u žanru komedija i to dva puta 2009 i 2010. Godine 2012 počela je da se prikazuje i Američka verzija ove serije, međutim snimanje nije nastavljeno zbog male gledanosti i velikih kritika na seriju.
Nakon serije, godine 2011 snimljen je i film u kojoj su isti glumci kao i u seriji, i u filmu se nastavljaju avanture četvorice junaka, koji su završili srednju školu i planiraju da idu na more.

## Spoljašnje veze
- Званични веб-сајт
- Srednjoškolci на веб-сајту  (језик: енглески)
- Srednjoškolci (TV serija) на сајту  -with interview
- BAFTA Interview with The Inbetweeners Cast at Latitude Festival in 2010
- The Inbetweeners | The Top 10 Most Classic Moments
- The Inbetweeners music – Scene by Scene listing of all the music played on the Inbetweeners
- – The Top 10 Moments from the First Two Series
- Inbetweeners Soundboard